# Trichosteleum patens
Trichosteleum patens là một loài rêu trong họ Sematophyllaceae. Loài này được Besch. mô tả khoa học đầu tiên năm 1901.